# Lista chorążych reprezentacji Tajlandii na igrzyskach olimpijskich
Lista chorążych reprezentacji Tajlandii na igrzyskach olimpijskich – lista zawodników i zawodniczek reprezentacji Tajlandii, którzy podczas ceremonii otwarcia nowożytnych igrzysk olimpijskich nieśli flagę Tajlandii.

## Chronologiczna lista chorążych
| Lp. | Rok i miejsce        | Chorąży               | Dyscyplina            |
| --- | -------------------- | --------------------- | --------------------- |
| 1   | 1952, Helsinki       | b. d.                 |                       |
| 2   | 1956, Melbourne      | b. d.                 |                       |
| 3   | 1960, Rzym           | b. d.                 |                       |
| 4   | 1964, Tokio          | b. d.                 |                       |
| 5   | 1968, Meksyk         | b. d.                 |                       |
| 6   | 1972, Monachium      | Rangsit Yanothai      | Strzelectwo           |
| 7   | 1976, Montreal       | b. d.                 |                       |
| 8   | 1984, Los Angeles    | Rangsit Yanothai      | Strzelectwo           |
| 9   | 1988, Seul           | b. d.                 |                       |
| 10  | 1992, Barcelona      | b. d.                 |                       |
| 11  | 1996, Atlanta        | Vissanu Sophanich     | Lekkoatletyka         |
| 12  | 2000, Sydney         | Somluck Kamsing       | Boks                  |
| 13  | 2002, Salt Lake City | Prawat Nagvajara      | Biegi narciarskie     |
| 14  | 2004, Ateny          | Paradorn Srichaphan   | Tenis                 |
| 15  | 2006, Turyn          | Prawat Nagvajara      | Biegi narciarskie     |
| 16  | 2008, Pekin          | Worapoj Petchkoom     | Boks                  |
| 17  | 2012, Londyn         | Nuttapong Ketin       | pływanie              |
| 18  | 2014, Soczi          | Kanes Sucharitakul    | Narciarstwo alpejskie |
| 19  | 2016, Rio            | Ratchanok Intanon     | Badminton             |
| 20  | 2018, Pjongczang     | Mark Chanloung        | Biegi narciarskie     |
| 21  | 2020, Tokio          | Naphaswan Yangpaiboon | Strzelectwo           |
| 21  | 2020, Tokio          | Savate Sresthaporn    | Strzelectwo           |